# Швеция на зимних Олимпийских играх 1936
Швеция принимала участие в IV Зимних Олимпийских играх, проходивших в Гармиш-Партенкирхене, Германия, где завоевала 7 медалей, из которых 2 золотые, 2 серебряные и 3 бронзовые. Сборную страны представляли 32 спортсмена (31 мужчина, 1 женщина), выступавших в 7 видах спорта.

## Медалисты
| Медаль  | Спортсмен                                                  | Вид спорта         | Дисциплина                 |
| ------- | ---------------------------------------------------------- | ------------------ | -------------------------- |
| Золото  | Эрик Аугуст Ларссон                                        | Лыжные гонки       | 18 км, мужчины             |
| Золото  | Элис Виклунд                                               | Лыжные гонки       | 50 км, мужчины             |
| Серебро | Аксель Викстрём                                            | Лыжные гонки       | 50 км, мужчины             |
| Серебро | Свен Селенгер-Эрикссон                                     | Прыжки с трамплина | Большой трамплин, мужчины  |
| Бронза  | Юн Бергер Эрик Аугуст Ларссон Артур Хеггблад Мартин Матсбу | Лыжные гонки       | Эстафета, 4х10 км, мужчины |
| Бронза  | Нильс-Юэль Энглунд                                         | Лыжные гонки       | 50 км, мужчины             |
| Бронза  | Виви-Анн Хюльтен                                           | Фигурное катание   | Одиночный разряд, женщины  |